# Милан Срећо
Милан Срећо (Бања Лука, 30. јануар 1987) је српски фудбалер тренутно који игра за аустријски ТСВ Сент Јохан. Игра на средини терена.

## Каријера
Прошао је све млађе категорије Партизана након чега одлази на позајмицу у Раднички из Клупца где остаје до 2003. године. Потом је био позајмљен Партизановој филијали Телеоптику где је својим добрим играма изборио повратак у Партизан. Био је део шампионске екипе црно–белих у сезони 2004/05. али није успео да постане стандардан првотимац па је уследио нови растанак. Са екипом бањалучког Борца потписује уговор 2005. године где остаје до лета исте године. Након Борца следио је уговор са Славијом из Источног Сарајева. У лето 2006. његов уговор откупљује Грбаљ из Радановића а након годину дана враћа се у Србију где у периоду од 2007–2010 игра за Младеновац, Земун и Банат. Од лета 2010. поново је наступао за Борац са којим је освојио и титулу првака Босне и Херцеговине у сезони 2010/11. Потом је био у Козари из Градишке а почетком 2012. године се преселио у редове аустријског трећелигаша ТСВ Сент Јохана чији је и данас члан.

## Трофеји

### Партизан
- Првенство Србије и Црне Горе (1) : 2004/05.

### Борац Бања Лука
- Првенство Босне и Херцеговине (1) : 2010/11.